# Petar Mandadzhiev
Petar Mandadzhiev –en búlgaro, Петър Мандаджиев– (1929-2008) fue un jinete búlgaro que compitió en la modalidad de doma. Participó en los Juegos Olímpicos de Moscú 1980, obteniendo una medalla de plata en la prueba por equipos.

## Palmarés internacional
| Juegos Olímpicos | Juegos Olímpicos | Juegos Olímpicos | Juegos Olímpicos |
| Año              | Lugar            | Medalla          | Categoría        |
| ---------------- | ---------------- | ---------------- | ---------------- |
| 1980             | Moscú (URSS)     | Medalla de plata | Por equipos      |